# Maji-Maji-Aufstand
Der Maji-Maji-Aufstand (auch Maji-Maji-Krieg) von 1905 bis 1907 war eine Erhebung der afrikanischen Bevölkerung im Süden Deutsch-Ostafrikas gegen die deutsche Kolonialherrschaft. Zugleich gilt er als einer der größten Kolonialkriege in der Geschichte des afrikanischen Kontinents.
Anders als der Widerstand, der sich nahezu überall in Afrika gegen die Eroberung durch europäische Mächte bildete, zeichnete sich der Maji-Maji-Krieg durch eine breite Allianz zwischen Angehörigen verschiedener ethnischer Gruppen und seine Ausbreitung über ein Gebiet von der Größe Deutschlands aus.
Ursachen für den Aufstand waren die repressiven Zustände im kolonialen System und die Ausschaltung der einheimischen Wirtschaft. Eine wichtige Rolle für die Mobilisierung der afrikanischen Bevölkerung spielte der religiöse Kult des Maji-Maji, der die Aufständischen ermutigte, sich über ethnische Grenzen hinweg zu verbünden und sich gegen die militärisch weit überlegene Kolonialmacht zu wenden.
Der Maji-Maji-Krieg endete für die afrikanische Bevölkerung mit einer verheerenden Niederlage.

## Deutsch-Ostafrika vor der Erhebung

### Gesellschaftliche und wirtschaftliche Strukturen
Weite Teile Südtansanias, der Region zwischen Malawisee, dem Rufiji im Norden, dem Ruvuma im Süden und dem Indischen Ozean, waren bis ins 17. Jahrhundert hinein vermutlich kaum besiedelt. Im 18. Jahrhundert kam es durch die Entwicklungen im südlichen Afrika zu einer verstärkten Einwanderung bantusprachiger Völker. Im Gegensatz zu den Ngoni waren die anderen Völkergruppen der Region nicht zentralisiert, sondern in kleinen Gemeinschaften organisiert, die sich in der Regel um einen starken Chief gruppierten. Untereinander gingen diese Gemeinschaften auch Allianzen ein, etwa zur Verteidigung oder im Handel.
Im 19. Jahrhundert wanderten schließlich die Ngoni ein, die durch eine überlegene militärische Bewaffnung und Kampftechnik ein großes Einflussgebiet aufbauen konnten, indem sie bereits ansässige Völker integrierten oder tributpflichtig machten. Die Auseinandersetzungen um Land, Menschen und Einfluss in der Region nahmen zu. Um gegen die Ngoni zu bestehen, übernahmen viele Gruppen deren militärische Taktiken und zentralisierten sich, um stehende Heere zur Verteidigung aufbauen zu können.
Ein Faktor, der zusätzlich zu größeren kriegerischen Auseinandersetzungen führte, war der im 19. Jahrhundert einsetzende Handelsboom mit Elfenbein, der große Profite abwerfen konnte. Die Handelsrouten zogen sich von der Küste quer durch den Süden nach Portugiesisch-Mosambik und zum Nyassa-See, als Kommunikationswege sorgten sie für einen Austausch zwischen Menschen vieler Regionen, Sprachgruppen und Ethnien. Mit Hilfe von Feuerwaffen formierten sich militärisch organisierte kleine Gesellschaften, die Sklaven und Elfenbein in den Handel einspeisten und dadurch immer mächtiger wurden. Der Handel förderte auch Kontakte zwischen den Küstenregionen Ostafrikas, von wo das Elfenbein verkauft und verschifft wurde. Die Kontakte beschränkten sich nicht auf den Austausch von Waren, sondern auch auf Ideen, insbesondere auf religiöse Vorstellungen. Sklaven aus dem Süden gelangten zur Küste und beeinflussten dort den Islam, der Islam gelangte als Religion der Küstenbewohner ins Inland und gab den einheimischen Religionen neue Impulse.

### Deutsche Kolonialpolitik
Trotz ihres formal bereits fast zwei Jahrzehnte dauernden Bestehens hatte sich die deutsche Herrschaft in Ostafrika am Vorabend der Erhebung nur punktuell etabliert. Die erste Phase der kolonialen Machtübernahme war durch die Aktivitäten der Deutsch-Ostafrikanischen Gesellschaft (DOAG) bestimmt. Diese hatte sich vorrangig auf Expeditionen und das Abschließen von Schutzverträgen mit einheimischen Oberhäuptern beschränkt. Personell wie finanziell war die DOAG kaum in der Lage, das riesige, unter „Schutz“ stehende Gebiet zu kontrollieren oder gar eine Verwaltung zu etablieren.

#### Militärische Eroberung
Mit dem Aufstand der ostafrikanischen Küstenbevölkerung 1888 wurde endgültig deutlich, dass die DOAG, deren Interessen in erster Linie auf dem Gebiet des Handels lagen, sich übernommen hatte. Sie wandte sich an das Reich um Unterstützung. Bismarck, der den kolonialen Unternehmungen lange ablehnend gegenübergestanden hatte, fürchtete einen Prestigeverlust und warb beim Reichstag um Finanzen für die militärische Ausrüstung zur Niederschlagung des sogenannten „Araberaufstandes“. Mit den bewilligten zwei Millionen Mark entstand die sogenannte „Wissmann-Truppe“, eine Eingreiftruppe aus mehreren Dutzend deutschen Offizieren und Unteroffizieren, 600 sudanesischen Söldnern und 400 Mosambikanern unter dem Kommandeur Hermann Wissmann.

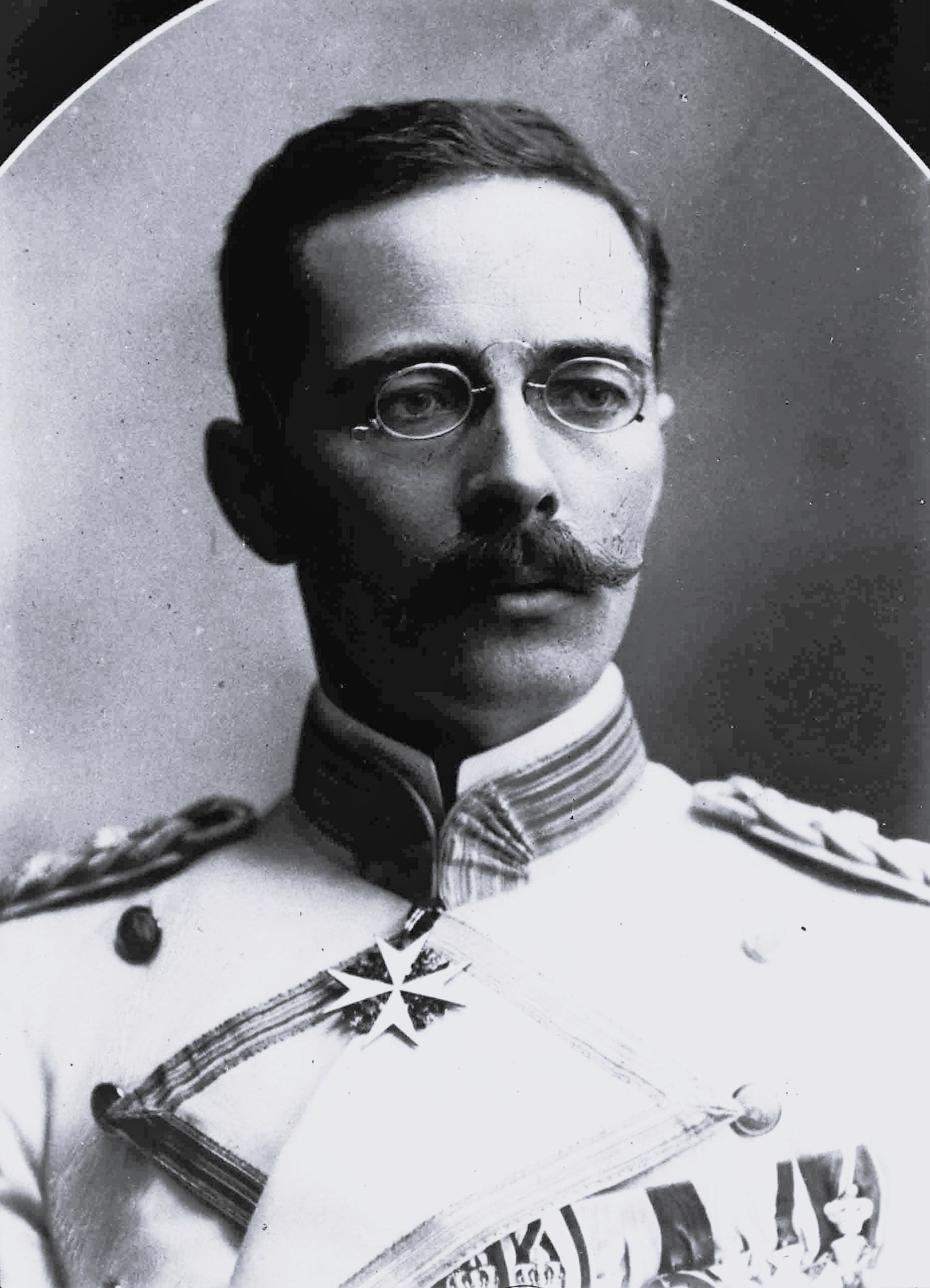
Gustav Adolf von Götzen, Gouverneur Deutsch-Ostafrikas von 1901 bis 1905

Die Wissmann-Truppe schlug im Laufe der nächsten fünfzehn Monate den Aufstand an der Küste nieder, und Wissmann etablierte sich bei anschließenden Kämpfen am Kilimandscharo und in Zentraltansania als der militärische Arm des kolonialen Vorhabens, indem er wichtige Teile der Karawanenrouten unter seine Kontrolle brachte. Nachdem im Januar 1891 das Gebiet von der DOAG an das Reich übergegangen war, wurde aus der Wissmann-Truppe die Kaiserliche Schutztruppe für Deutsch-Ostafrika. Im Laufe des Jahrzehnts war die Schutztruppe, nun unter Leitung Emil von Zelewskis, vor allem mit der Zerschlagung des Widerstandes beschäftigt, der sich im Süden der Region unter den Hehe mit ihrem Oberhaupt Chief Mkwawa formiert hatte.

#### Verwaltung
Die Verwaltung des Gebietes ging nur schrittweise in eine zivile Form über. Die Oberhäupter der 24 Bezirke, in die das Land eingeteilt wurde, waren zum großen Teil Militärangehörige und wurden nur allmählich von Zivilpersonen übernommen. Ein Bezirksamtmann hatte die juristische Gewalt, ihm waren Militär und Polizei zugeteilt, die seine Macht durchsetzen sollten. Das begünstigte eine oft völlig willkürliche Form der Herrschaft, da eine zentrale Kontrolle durch die Größe des Landes und die langen Kommunikationswege unmöglich war. Den Bezirksamtmännern unterstellt waren die Akiden, die den Akidaten vorstanden, in die ein Bezirk eingeteilt war. Die Akiden waren in der Regel Einheimische, die mit der kolonialen Verwaltung zusammenarbeiteten. Häufig profitierten sie von dieser Kooperation mit den neuen Machthabern.
Die deutschen Beamten und Militärangehörigen herrschten mit repressiven Maßnahmen, körperliche Gewalt war an der Tagesordnung. Auch die Askaris, wie die afrikanischen Soldaten der Schutztruppe hießen, übten ihre Macht mit brutaler Gewalt gegenüber der übrigen ostafrikanischen Bevölkerung aus. 1898 wurde die so genannte Hüttensteuer eingeführt, die in monetärer Form, ein Jahr später auch als Arbeitsleistung erbracht werden konnte. Die Steuer wurde zum Symbol, an der sich die koloniale Macht manifestierte. Bei Weigerungen wurde die Eintreibung der Steuer durch die Askari durchgesetzt, was häufig mit Waffengewalt, Auspeitschungen, Freiheitsentzug, Zwangsarbeit, Raub, der Konfiszierung des Viehs und Vergewaltigung verbunden war.

#### Wirtschaft und Handel

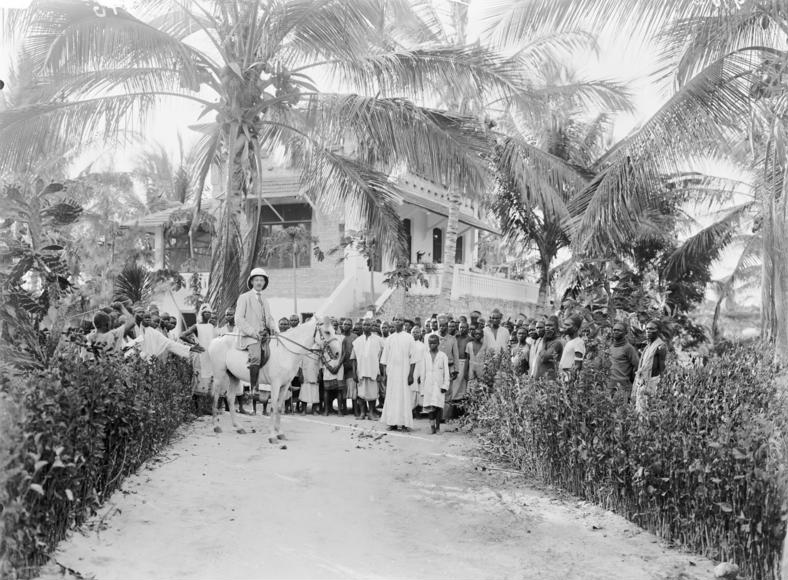
Ein weißer Pflanzer vor seinem Haus in Deutsch-Ostafrika

Auch auf den wenigen entstehenden landwirtschaftlichen Besitzungen von Europäern herrschte ein Willkürregime. Ähnlich wie die Verwaltungsposten waren auch die Farmen und Plantagen eigenständige Machtbereiche, in denen der Landbesitzer wie ein absolutistischer Herrscher walten konnte. Ihr Bedarf an Arbeitskräften wurde von der Kolonialverwaltung durch die Steuerpflicht unterstützt – afrikanische Arbeiter mussten, um ihre Steuern zu zahlen, Geld verdienen. Arbeitsrechtlich waren körperliche Züchtigungen Teil des Strafkatalogs, Prügel, Nahrungsentzug und lange Arbeitszeiten waren an der Tagesordnung. Viele Siedler unterhielten daneben eine Privatarmee, die für ihre Sicherheit sorgen sollte.
Mit der Amtseinsetzung Graf von Götzens als Gouverneur im März 1901 verschärfte sich die Lage. Eine Reihe von Gesetzen und Verordnungen sollte dafür sorgen, dass zum einen den europäischen Siedlern beständig genug Arbeitskräfte zur Verfügung standen, zum anderen die Kolonie Gewinn abwarf oder wenigstens die eigenen Kosten deckte. Nach einer Verordnung von 1902 mussten Dörfer eine gemeinsame Plantage, die so genannte Kommunalshamba (Shamba = swahili für Feld) anlegen, auf der Zwangsarbeiter eingesetzt wurden. Die Gewinne sollten zur Hälfte abgeführt und zur Hälfte in die Kassen der Kommunen fließen. Tatsächlich kamen diese in den afrikanischen Dörfern oft erst sehr verspätet oder gar nicht an. Dieses System wurde vor allem im Süden der Kolonie sehr verbreitet. Zumeist mussten die Dorfbewohner auf den Kommunalshamben Baumwolle anbauen. Jeder Mann, der nicht bei einem Europäer arbeitete, musste 24 Tage im Jahr auf diesem Feld arbeiten, was dazu führte, dass die eigenen Felder durch die fehlenden Arbeitskräfte vernachlässigt waren.
Darüber hinaus erließ Götzen 1903 eine Jagd- und Wildschutzverordnung, die zahlreiche Jagdaktivitäten, die Bestandteil der einheimischen Wirtschaftssysteme waren, unter empfindliche Geld- und Haftstrafen stellte. Eine Steuer machte Pombe, eine Art selbstgebrautes Bier, die ein wichtiger ritueller Teil des Alltags war, abgabepflichtig. Zudem erfolgte ab 1904 eine Entwaffnung der einheimischen Bevölkerung in weiten Teilen der Kolonie.
1905 folgte der wohl drastischste Einschnitt: Im März erklärte eine neue Steuerverordnung eine Kopfsteuer von drei Rupien für einen erwachsenen Mann als zulässig. Gegenüber der vorherigen Hüttensteuer war das eine drastische Erhöhung, zudem durfte die Steuer von jetzt ab nur noch in Geld bezahlt werden. Zugleich trat eine Verordnung in Kraft, nach der Afrikaner unentgeltlich zu öffentlichen Arbeiten beim Wegebau und Ähnlichem herangezogen werden konnten. Zusätzlich ging eine anhaltende Landaneignung für ausgedehnte europäische Plantagen einher, auf denen Exportprodukte wie Sisal, Baumwolle, Kautschuk und Kaffee angebaut werden sollten und bereits angebaut waren.

## Der Krieg gegen die Kolonialmacht

### Der religiöse Hintergrund des Krieges
Die Gesellschaften in Ostafrika teilten trotz ihrer Heterogenität grundlegende religiöse Vorstellungen. Dazu gehörte etwa die zentrale Rolle der Ahnen, die nach dem ostafrikanischen Weltbild als Verstorbene aus einer anderen Welt Einfluss auf die Lebenden nahmen. Götter und Geister hingegen repräsentierten sich in natürlichen materialen Erscheinungen – in Bäumen, Bergen, Flüssen oder Tieren. Heiler, die mit Arzneien, Kräutern sowie durch ihre Verbindung zu Geistern therapieren konnten, waren ebenso verbreitet wie Propheten, die mit Göttern kommunizierten und deren Botschaften an die Lebenden weitergaben. Diese mystische Anschauung hatte sich während der kolonialen Eroberung allerdings als wenig hilfreich erwiesen, und mit den sozialen und wirtschaftlichen Strukturen gerieten auch die religiösen Vorstellungen in eine Krise.

#### Kinjikitile und der Ursprung von Maji-Maji
Die Entstehung einer neuen religiösen Bewegung, die ihren Ursprung 1904 im Rufiji-Gebiet hatte, erklären Historiker daher mit dem Bedürfnis nach spiritueller und moralischer Erneuerung, die den veränderten sozialen, kulturellen und wirtschaftlichen Verhältnissen entsprach. Die Bewegung ging vermutlich auf Kinjikitile zurück, einen erfolgreichen Heiler, der seit einigen Jahren als angesehener Mann in den Matumbi-Bergen lebte. Den Überlieferungen zufolge begann er nach einem Erweckungserlebnis – einer Nacht in einem Teich, aus dem er am folgenden Morgen unversehrt und trocken wieder auftauchte – als Prophet zu wirken. Kinjikitiles Prophezeiungen verstand man als Botschaft aus einer anderen Welt, in der er sich während seiner Abwesenheit unter Wasser aufgehalten hatte. Er sagte nicht weniger als eine Umkehrung der bestehenden Verhältnisse voraus: Die Rückkehr der Ahnen und ihre Unterstützung bei der Vertreibung der deutschen Kolonialmacht, die Wandlung von Raubkatzen in harmlose Schafe und schließlich das Verschwinden ethnischer Grenzen – alle Clans und Gesellschaften würden nur einem einzigen angehören, dem Clan des sansibarischen Sultans Said.

#### Die Macht desmaji
Ein wichtiger Bestandteil der Botschaft war die Funktion des maji. Maji, der Swahili-Begriff für „Wasser“, deutete auf die grundlegende Bedeutung des Wassers für die agrarischen Gesellschaften im Südosten der Kolonie. Über das maji gebot der Schlangengott Bokero und dieser verhieß eine heile Zukunft in Wohlstand, mit reichen Ernten, friedlichen Raubtieren und befreit von der bedrückenden kolonialen Herrschaft. Bei der Vertreibung der Kolonialmacht werde, so Kinjikitile, das heilige Wasser eine zentrale Rolle spielen. Mit Hirse gekocht, verleihe es – getrunken, über dem Körper versprengt oder bei sich getragen – magische Kräfte, mache unverwundbar und lasse die Kugeln aus den Gewehren der kolonialen Unterdrücker wie Regentropfen am Körper abperlen. Verbunden mit dieser Prophezeiung waren moralische Vorschriften und Normen, die von den Kriegern eingehalten werden mussten, damit sich die Wirkung des maji entfalten könne. Dazu gehörten sexuelle Enthaltsamkeit, das Verbot von Hexerei und Plünderung oder Tabus für eine Reihe von Speisen. So sollte der Maji-Maji-Kult zu einer Erneuerung und Stärkung der Gesellschaften Ostafrikas führen und ihre Befreiung von den Deutschen fördern.

#### Ausbreitung und Rekrutierung von Anhängern
Der Geist Hongo, von dem Kinjikitile besessen war und der dem Gott Bokero im Fluss Rufiji unterstand, gebot die Ausbreitung der Prophezeiung. Das geschah auf unterschiedlichen Wegen. Die Botschaft seiner Prophezeiung war so populär, dass bald nach Kinjikitiles Erweckungserlebnis sein Gehöft in Ngarambe bereits zu einem Pilgerort für ganze Clans aus einem Umkreis von bis zu 100 Kilometern wurde. Die Pilger erhofften sich die Heilung von Krankheiten, den Kontakt mit ihren Ahnen, reiche Ernten und Ermutigung im Kampf gegen die Deutschen. In Ngarambe opferten sie an einem Schrein den Ahnen, mit Hirse, Salz oder Geld, und konnten danach Kinjikitile persönlich treffen. Dieser überreichte den Clanführern ein Amulett und einen Behälter mit dem magischen Wasser. Bei einer nächtlichen Initiationszeremonie wurden den Eingeweihten Gebote und Tabus zur Wirksamkeit des maji mitgeteilt, daran schlossen sich Paraden an, so genannte likinda, die den militärischen Charakter des Kultus unterstrichen. Kinjikitiles Heimstatt wurde zum zentralen Pilgerort, an dem sich lokale Oberhäupter begegneten; so entstand hier ein Netzwerk der Verbündeten.
Kinjikitiles Nachricht wurde jedoch auch aktiv weitergegeben. Von Kinjikitile autorisierte Boten reisten in alle Teile der Kolonie, bis hin zum Victoriasee und selbst in das benachbarte Protektorat Britisch-Ostafrika, um dort neue Anhänger zu finden und sie in die Geheimnisse des maji einzuweihen. Die im 19. Jahrhundert etablierten Karawanenstraßen und Handelsnetzwerke boten dafür schnelle Kommunikationswege. Möglicherweise boten auch die bestehenden Netzwerke islamischer Händler und Lehrer eine Infrastruktur der Kommunikation über die großen Entfernungen und ermöglichten es, Gruppen aus unterschiedlichen Regionen mit unterschiedlicher sprachlicher Herkunft in einer religiösen Botschaft zu vereinigen. Die Boten wurden nach dem Geist, der Kinjikitile die Nachricht eingegeben hatte, ebenfalls Hongo genannt. In den unterschiedlichen Regionen und Sprachgebieten, in denen sich die Hongo bewegten, variierten sie jeweils ihre Botschaft und knüpften bei Initiationsriten an jeweilige lokale Gebräuche an. Zudem führten die Hongo, wie Kinjikitile selbst, ebenfalls neue Hongo in den Botendienst ein, die ihrerseits die Botschaft weitertrugen, ihr aber auch unterschiedliche lokale Prägungen gaben. Das führte dazu, dass die Maji-Maji-Bewegung sich über große Regionen ausbreitete, dabei aber keine homogene Bewegung war, sondern je nach lokaler Prägung an die einheimischen Riten, Sitten und Bedürfnisse angepasst war.
Die Rekrutierung von Anhängern war nicht allerorten erfolgreich und wurde auch mit Zwang und Gewalt durchgesetzt. In Regionen, deren Bewohner bereits durch früheren Widerstand Auseinandersetzungen mit den Kolonialtruppen durchlebt hatten (etwa die Hehe bei Iringa), stießen die Maji-Werber auf wenig Interesse. Einige dieser Regionen schlossen sich nach dem Ausbruch des Krieges der Partei der Kolonialmacht an.

#### Mythos und Realität desmaji
Die Maji-Maji-Kämpfer mussten nach dem Ausbruch des Krieges schnell und auf schmerzhafte Weise verstehen, dass die Macht des maji äußerst begrenzt war. Denn trotz der anfänglichen Erfolge der Aufständischen gab es auch früh die ersten Toten. Eine gewisse Zeitspanne ließ sich die ausbleibende Wirkung der Medizin mit der Missachtung der Gebote Kinjikitiles erklären, etwa mit der Übertretung des Gebotes zur sexuellen Enthaltsamkeit oder des Plünderungsverbotes. Die Hongos behaupteten auch, die Gefallenen seien nicht tot, sondern würden zurückkehren. Zugleich kursierten Gerüchte von Kämpfern, bei denen das maji die vorausgesagte Wirkung gezeigt habe. Das Vertrauen in die Medizin verlor sich spätestens angesichts der vielen Toten, die vom Maschinengewehrfeuer der Deutschen niedergemetzelt worden waren.
Es gab aber auch Kämpfer, die von vornherein an der Wirkung des maji gezweifelt hatten und dennoch mit in den Kampf gezogen waren. Darin zeigt sich, dass die Medizin ein starkes Motivationsmittel war, sich gegen die Übermacht der Deutschen zu stellen. Nach der verheerenden Niederlage erinnerte man sich an Kinjikitile als einen unlauteren Medizinmann, dessen Betrug die Menschen in eine Katastrophe geführt habe.

### Kriegsverlauf und Kriegsschauplätze

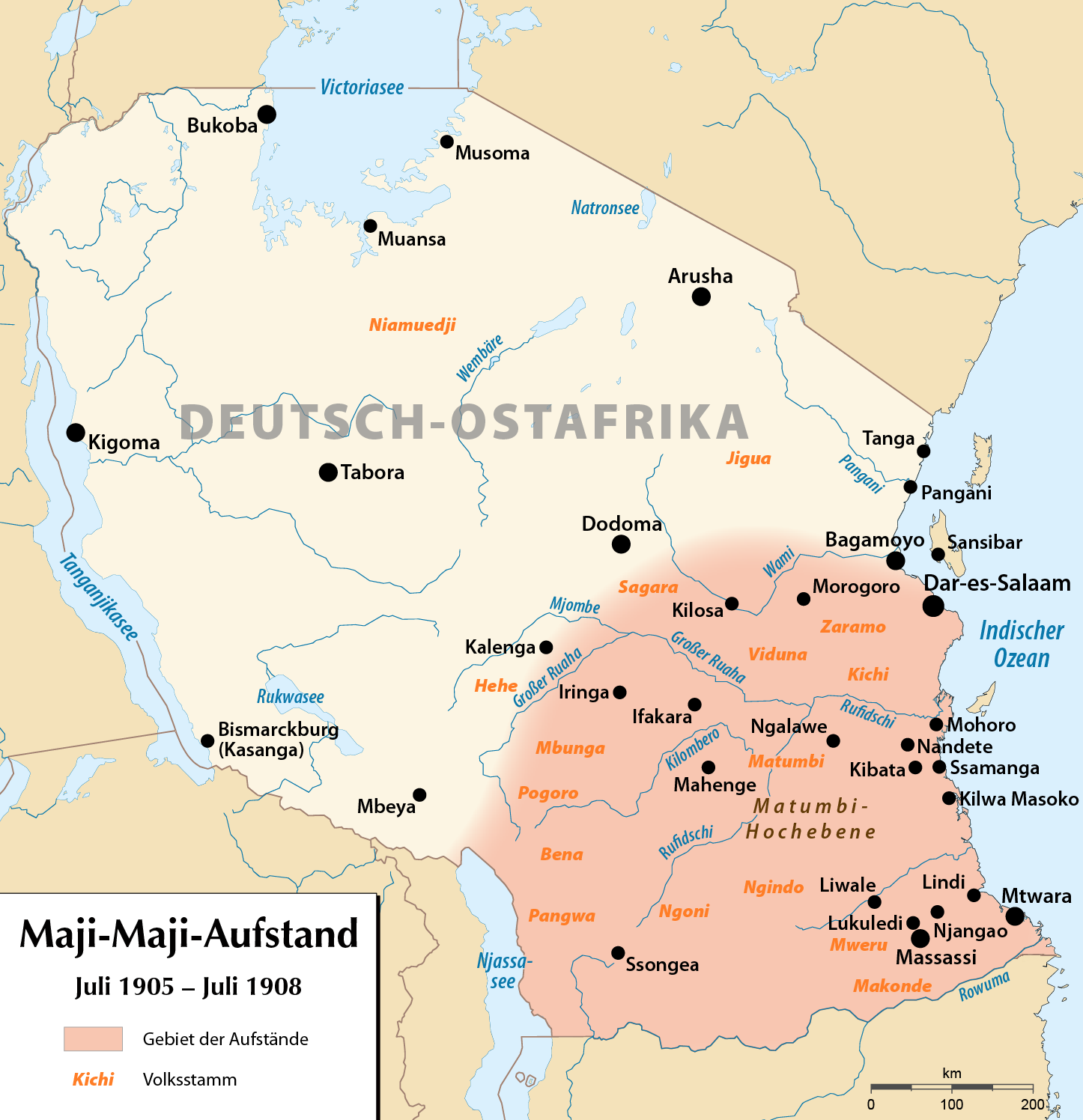
Karte der Aufstände

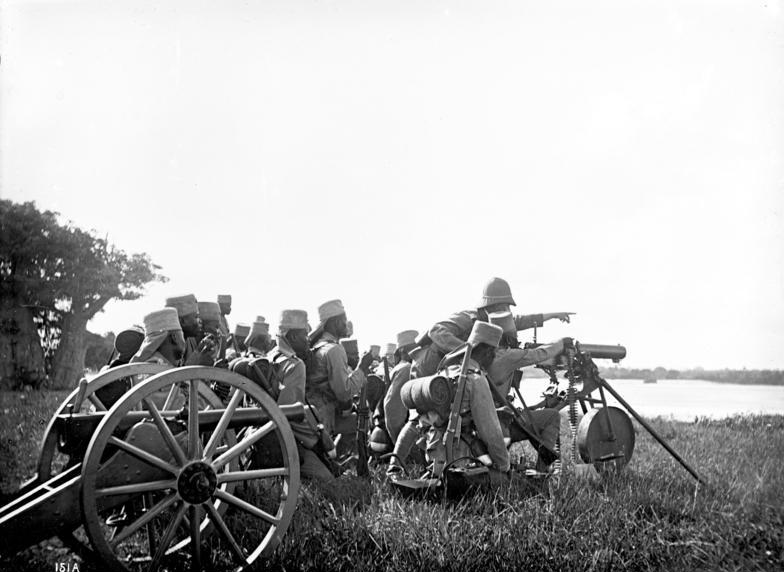
Maschinengewehrabteilung der Schutztruppe in Deutsch-Ostafrika

#### Kriegsbeginn und erste Erfolge der Aufständischen
Die Vorbereitungen auf einen Krieg gegen die Kolonialmacht blieben auch den Deutschen im südlichen Küstengebiet nicht völlig verborgen. Am 16. Juli 1905 verhafteten sie in Mohoro eine Reihe von Heilern, darunter Kinjikitile; die Männer wurden verdächtigt, bei Versammlungen Aufruhr und Unzufriedenheit zu schüren. Da die Kämpfer nach Kinjikitiles Verhaftung fürchteten, die Geheimhaltung ihres Kriegsplanes sei nicht mehr gesichert, entschlossen sie sich zum schnellen Angriff. Vier Tage später wurden im Gebiet der Matumbi, im Dorf Nandete, die Kriegstrommeln geschlagen. Das erste Ziel der Aufständischen waren die verhassten, durch Zwangsarbeit entstandenen Kommunalshamben. Eine kleine Gruppe begann, die Baumwollpflanzen auf der Kommunalpflanzung von Nandete herauszureißen. Als der örtliche Akida mit Polizeikräften versuchte, die Lage unter Kontrolle zu bringen, wurden diese von einer Übermacht von Maji-Maji-Kämpfern empfangen, verfolgt und schließlich in der ersten offenen Schlacht des Krieges geschlagen. Die Kämpfer unternahmen in den folgenden Tagen Angriffe auf weitere Orte entlang der Handelsroute zur Küste und plünderten die Häuser von Akiden, indischen Händlern und europäischen Siedlern, den Profiteuren der neuen kolonialen Ordnung. Es setzte ein Flüchtlingsstrom aus Siedlern, Akiden und Indern an die Küste ein und alarmierte die dortigen Kolonialbeamten.
Der Krieg breitete sich schnell in alle Richtungen aus, gen Osten bis zu den Orten Somanga und Mohoro nahe der Küste, Richtung Süden nach Umwera, westlich nach Mahenge, nördlich nach Uzaramo und Richtung Südwesten bis Liwale. Am 13. August 1905 griffen Aufständische die deutsche Boma in Liwale an. Nach dreitägiger Belagerung gelang ihnen deren Eroberung, bei der ein deutscher Unteroffizier, ein Siedler, der sich hierher geflüchtet hatte, und einige Askari getötet wurden. Liwale wurde für die Aufständischen zu einem logistischen Knotenpunkt zwischen dem Ausbruchsgebiet und weiteren wichtigen Kriegsschauplätzen. Hier tauschten Krieger untereinander Neuigkeiten aus und auch die maji-Medizin wurde hier ausgegeben.

#### Ausbreitung, Gefechte und Guerillataktik

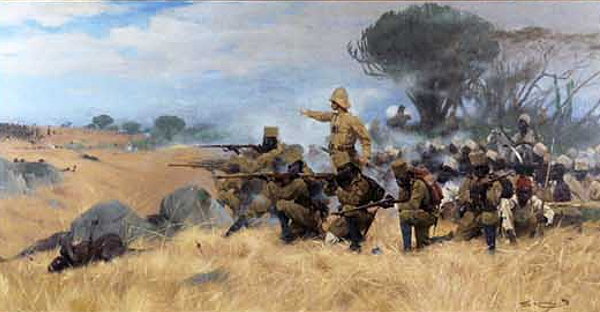
Schlacht bei Mahenge, Gemälde von Friedrich Wilhelm Kuhnert, 1908. Die heroische Darstellung verweist auf die Rolle des Malers, der an der Schlacht selbst teilnahm.

Nach dem Erfolg von Liwale folgten rasch weitere Angriffe. Am 17. August 1905 wurde der Handelsposten Ifakara attackiert, südlich von Kilwa wurde eine deutsche Patrouille angegriffen, die zur Wiederherstellung der Telegraphenverbindung nach Lindi ausgeschickt worden war, und ihre Mitglieder wurden allesamt getötet. In Umwera waren wie in anderen Regionen durchreisende Händler Ziel der Aufständischen, zudem griffen Krieger die Missionsstationen der Benediktiner in Lukuledi und Nyangao an, plünderten sie und machten sie dem Erdboden gleich. Schließlich erfolgte am 30. August 1905 ein Sturm von bis zu 10.000 Kämpfern auf die Militärstation Mahenge, den stärksten Vorposten der Kolonialmacht im zentralen Südosten der Kolonie. In Mahenge hatten sich vier Europäer, 60 Askari und einige Hundert „Hilfskrieger“ der deutschen Schutztruppe verschanzt. Die deutschen Verteidiger standen unter dem Kommando Theodor von Hassels (Vater des späteren bundesdeutschen Verteidigungsministers Kai-Uwe von Hassel). Aufgrund eines mit Drahtverhauen und Entfernungsmarkierungen präparierten Schussfeldes, auf das zwei Maschinengewehre in Hochständen gerichtet waren, wurde der Angriff für die Aufständischen zum Desaster. Die Zahl der in diesem Gefecht getöteten Angreifer wird auf mindestens 600 geschätzt. Auf deutscher Seite fielen nicht mehr als 20 „Hilfskrieger“. Hassel berichtete von „Reihen, ja Bergen von Toten“, die das Maschinengewehrfeuer zurückließ. Dennoch benötigten die Deutschen Zeit, um mehr Truppen und Material in die Aufstandsregion zu schaffen.
Damit hatte sich der Krieg im ersten Monat seines Verlaufs bereits über zwei Drittel seiner späteren geographischen Gesamtausdehnung ausgebreitet und ethnisch sehr unterschiedliche Gruppen einbezogen. Dabei handelten die Bewohner der einzelnen Regionen nicht mit einer gemeinsam vereinbarten Taktik. Sie kommunizierten zwar über große Strecken untereinander, die lokalen Vorgehensweise der Kämpfer orientierte sich aber an den jeweiligen Möglichkeiten und Gegebenheiten.
Während der Krieg sich auch im September 1905 weiter zum Nyassa-See hin ausbreitete, änderte sich die Strategie der Kämpfenden. Dort, wo die Krieger trotz militärischer Erfolge ihre Kampfgefährten hatten fallen sehen, ging man zu einer Guerilla-Strategie über, mit schnellen Angriffen und raschem Rückzug. In jenen Regionen, die neu in den Krieg eintraten, war der Glaube an die Wirkung des Maji hingegen noch weitgehend ungebrochen, so dass die Kämpfer in halsbrecherischem Todesmut direkt in das Maschinengewehrfeuer der Deutschen hineinliefen.

#### Fronten und Allianzen
Auf dem Höhepunkt seiner Ausbreitung befanden sich rund 20 unterschiedliche ethnische Gruppen, der gesamte Südwesten Deutsch-Ostafrikas und damit rund ein Drittel des Territoriums der Kolonie im Krieg mit der deutschen Kolonialmacht. Zu den aufständischen Volksgruppen zählten unter anderem die Luguru, Kichi, Matumbi, Ngoni, Sagara, Vidunda, Wagoni, Wangindo, Wapogoro und Zaramo. Trotz des ursprünglich gemeinsamen Kultes, der durch seine mobilisierende Kraft die Idee des Widerstandes weit verbreiten konnte, gab es keine gemeinsame Organisation und Planung der Kämpfenden. Die Vorgehensweise und die Kriegstaktiken unterschieden sich beträchtlich, je nachdem, wie die soziale Organisation der jeweiligen Gesellschaften, auf die der Krieg übergriff, formiert war. Die Gruppen im Süden, etwa die Ngoni, die sich in den vergangenen Jahrzehnten zu stark zentralisierten Gemeinschaften mit organisierten militärischen Kräften herausgebildet hatten, kämpften gegen die Deutschen auch, um ihre durch die Kolonialherrschaft geschwächte Stellung wieder zu errichten.
Darüber hinaus gab es Gruppen, die sich ganz bewusst dem Anschluss an den Widerstand verweigerten. Dazu gehörten etwa die Hehe, die in einem früheren Aufstand unter der Führung ihres Oberhaupts Chief Mkwawa bereits die Stärke und Brutalität der Kolonialtruppen und ihrer Waffentechnik kennen und fürchten gelernt hatten. Auch die Wayao verhielten sich gegenüber den Deutschen loyal.

### Die koloniale Kriegsstrategie
Während sich die Maji-Maji-Bewegung weiter ausbreitete und Mitte September 1905 ihre größte Ausdehnung erreicht hatte, formierte sich, wenn auch zu Beginn zögerlich, die koloniale Kriegsmaschinerie. Wie in vielen Teilen der ausgedehnten Kolonie – abgesehen von der Küste – beruhte auch im Südosten die koloniale Herrschaft nur auf einer sehr dünnen Personaldecke. Im Gebiet zwischen den administrativen Zentren an der Küste und einer Militärstation – der Garnisonstadt Songea in der Nähe des Nyassa-Sees – stellten 588 Askari, circa 500 Hilfspolizisten und das grasgedeckte Fort von Liwale die gesamte Militärpräsenz im Südosten dar.
Nachdem die Kolonialbeamten die Kämpfe zu Beginn als kleine, schnell unter Kontrolle zu bekommende Unruhen eingeschätzt hatten, wuchs angesichts ihrer raschen Ausbreitung die Besorgnis. Die Unruhen in Uzaramo, der Kriegsregion, die Daressalam am nächsten lag, versetzte die Bewohner der Hauptstadt der Kolonie in Panik. Götzen, inzwischen alarmiert, kabelte eine dringende Anfrage nach militärischer Verstärkung nach Berlin, erreichte aber nur, dass zwei Kreuzer von China samt ihrer Marine-Besatzung Richtung Daressalam in Bewegung gesetzt wurden. Nacheinander trafen die Kleinen Kreuzer Thetis und Seeadler in der Kolonie ein, wo bereits der in Ostafrika stationierte Kleine Kreuzer Bussard im Einsatz war. Am 1. Februar 1906 begann die Ausbildung von ca. 150 Rekruten aus Deutsch-Neuguinea, die sogenannten Bukaleute. Sie wurden jedoch für den Dienst unter afrikanischen Bedingungen für gesundheitlich untauglich befunden. Nach wenigen Monaten schickte sie die Kolonialverwaltung in ihre Heimat zurück.
Götzen mobilisierte daraufhin die in der Region verfügbaren Truppen. Sie bestanden neben den Askari aus Hilfstruppen. Dabei handelte es sich um afrikanische Söldner, so genannte Rugaruga, die den Militärdienst bei der Kolonialmacht – ähnlich wie zuvor als militärische Unterstützung von Karawanenhändlern – vor allem als Möglichkeit verstanden, sich durch Plünderungen zu bereichern, eine Praxis, die von den Deutschen nicht unterbunden wurde.
Tatsächlich war es diese Praxis, die bald die Hauptstrategie der kolonialen Truppen darstellte. Der Krieg in seiner Unübersichtlichkeit, mit seinen kleinteiligen Fronten, seiner für die Deutschen unüberschaubaren und unvorhersehbaren Ausbreitung machte es unmöglich, ein Zentrum seiner Organisation zu bestimmen und dort geplant zu Gegenschlägen anzusetzen; völlig ausgeschlossen war dies angesichts der Guerillataktik, zu der die afrikanischen Kampfverbände übergingen. Daher richtete die Kolonialarmee, insbesondere nach dem Eintreffen der Verstärkung im November 1905, große Anstrengungen darauf, die wirtschaftliche Basis der Kämpfenden zu zerstören. Eine große Einheit unter Führung des Majors Kurt Johannes begann ihren Treck im November an der Küste in Kilwa, zog nach Liwale und weiter nach Ungoni und erreicht am Ende des Monats Songea. Von Songea als Standort aus zog die Armee von einem Kriegsschauplatz zum nächsten und hinterließ sprichwörtliche verbrannte Erde. Die Kolonialtruppen raubten Dörfer und Erntespeicher aus, und wenn man die Beute nicht transportieren konnte, vernichtete man die Vorräte und verbrannte die Felder.
Einige Anführer führten den Guerillakrieg fort, bis auch sie im Juli 1908 gefangen genommen und hingerichtet wurden.

## Ergebnisse und Folgen

### Hungersnot und Entvölkerung
Die Mehrheit der Opfer des Aufstandes starb nicht durch Gewehrkugeln, sondern an Hunger, weil die deutsche Schutztruppe 1907 damit begonnen hatte, Dörfer, Felder und Busch niederzubrennen. Am Ende lagen ganze Gebiete brach und ausgestorben. Man schätzt die Zahl der Toten auf zwischen 75.000 und 300.000, davon 15 Europäer, 73 schwarze Askaris und 316 Angehörige der Hilfstruppen auf deutscher Seite. Die Niederschlagung und die Hungersnot rafften nicht allein etwa ein Drittel der Bevölkerung dahin. Untersuchungen, die Ende der 1930er Jahre durchgeführt wurden, kamen zu dem Schluss, dass die Katastrophe auch die durchschnittliche Fruchtbarkeit der überlebenden Frauen in der Region auf etwa 25 Prozent reduzierte.

## Maji-Maji als historisches Ereignis
Der Maji-Maji-Krieg wird von Afrika-Historikern als einer der großen Kolonialkriege in der Phase der Eroberung Afrikas – lange als „Befriedung“ bezeichnet – eingeordnet. Fast überall auf dem Kontinent formierte sich Widerstand gegen die Eroberung und die Etablierung der kolonialen Herrschafts- und Ausbeutungsstrukturen; der britische Historiker Terence Ranger bezeichnete ihn als „primären“ Widerstand. Jedoch waren, anders als der Maji-Maji-Krieg in seiner transethnischen Dimension, fast alle diese Bewegungen auf lokale Gruppen und überschaubare Regionen beschränkt. Erst nach dem Zweiten Weltkrieg formierten sich wieder große Befreiungsbewegungen.

## Rezeption, Forschungsgeschichte und Erinnerungsort

### Maji-Maji als kolonialer Erinnerungsort
Verglichen mit dem fast gleichzeitigen Völkermord in Deutsch-Südwestafrika, hinterließ der Maji-Maji-Krieg im kollektiven Gedächtnis Deutschlands noch weniger Spuren. Seit den Erinnerungsfeiern zum hundertjährigen Gedenken der Aufstände wurde diese Tatsache im öffentlichen Bewusstsein präsenter. Daran knüpften sich auch weitere Veränderungen. So ist der Krieg inzwischen an vielen Schulen Gegenstand des Lehrplans sowie Inhalt des kritischen Journalismus.
In Tansania erinnert das Majimaji Memorial Museum in Songea an den Widerstandskrieg. Dort liegen auch die Gräber der gehängten Anführer.  

### Forschungsgeschichte
Die Niederschlagung des Maji-Maji-Aufstands gilt als Teil der kolonialen Vernichtungsfeldzüge, die die Extreme des 20. Jahrhunderts auf den kolonialen Schlachtfeldern vorwegnahmen.
Im Laufe der Forschungsgeschichte hat sich auch im deutschen Sprachgebrauch die Bezeichnung Krieg immer mehr durchgesetzt. Diese Bezeichnung beruht auf der Tatsache, dass auch in Tansania von Maji-Maji als einem Krieg, Vita vya Ukombozi = Befreiungskrieg, gesprochen wird. Die Bezeichnung Aufstand wird häufig abgelehnt, da seine Geschichte im Kontext von Maji-Maji von kolonialer Terminologie und kolonialer Wertung der Illegitimität der Erhebung bestimmt war.
In Tansania wird der Maji-Maji-Aufstand als wichtiges Ereignis der nationalen Geschichte gesehen. Julius Nyerere, der erste Präsident des vereinigten Tansanias, nannte ihn einen Wegbereiter der nationalen Vereinigung, die 1964 in die Staatsgründung Tansanias mündete.
Im Jahr 1906 erhielt der Museumsdirektor Felix von Luschan die von der deutschen Schutztruppe erbeuteten Waffen, im Wesentlichen rund 12.000 Speere. Da er den Waffen kaum wissenschaftlichen Wert beimaß, wurde erwogen, sie als Anschauungsobjekte an deutsche Schulen zu verteilen. Dieser Plan scheiterte daran, dass ein Teil der Speerspitzen vergiftet war. Daraufhin ließ Luschan die meisten Gegenstände verbrennen. Nur wenige Objekte blieben erhalten. Die Untersuchung ihres Verbleibs ist Inhalt eines deutsch-tansanischen Abkommens und zweier Forschungsprojekte.